# Thiên Đồng Tông Giác
Thiên Đồng Tông Giác (zh. 天童宗珏, ko. 천동종각 Ch'ŏndong Chonggak, ja. Tendō Shūkaku, 1091-1162), cũng được gọi là Đại Hưu Tông Giác, là Thiền sư Trung Quốc đời Tống, thuộc đời thứ 11 của Tào Động tông. Sư kế thừa Thiền sư Chân Yết Thanh Liễu, đệ tử nối pháp của sư có Thiền sư Tuyết Đậu Trí Giám.

## Cơ duyên và hành trạng
Sư họ Tôn, tự là Đại Lâm, quê ở Hòa Châu (nay là huyện Hòa, tỉnh An Huy, Trung Quốc).
Năm 16 tuổi, sư xuất gia. Hai năm sau, sư thọ giới cụ túc. Trước, sư tham vấn Thiền sư Tổ Chiếu Đạo Hòa (Vân Môn Tông, 1057-1124). Sau khi Thiền sư Tổ Chiếu viên tịch, sư đến yết kiến Thiền sư Chân Yết Thanh Liễu và đại ngộ, kế thừa pháp mạch của vị này.
Niên hiệu Thiệu Hưng thứ 2 (1132), sư đến trụ trì tại chùa Nhạc Lâm ở huyện Phụng Hoa, tỉnh Triết Giang trong khoảng thời gian 23 năm. Tiếp, sư đến trụ trì tại Tuyết Đậu Thiền Tự ở núi Tuyết Đậu trong khoảng thời gian 4 năm.
Năm 1159, sư đến trụ trì tại Thiên Đồng Thiền Tự ở Ninh Ba, Triết Giang cho đến cuối đời.
Sư nói kệ dạy chúng:
Kiếp trước dạo chơi ngoài thế tục
Diệu khế không thể dùng ý nghĩ
Chân chứng nào mượn lời truyền
Đến chừng được: rỗng rang sáng suốt, thì mây trắng xua tan miền núi lạnh
Linh quang toả chiếu chừ trăng thanh dõi theo bóng thuyền đêm
Chính lúc đó phải làm sao nhỉ
Thiên chánh đâu từng lìa bản vị
Tung hoành nào mượn tiếng nhân duyên.
Một hôm, có vị tăng hỏi: "Thế nào là đạo?" Sư nói: "Chớ dẹp bảng chỉ đường ở ngã tư!"
Năm 1162, sư thị tịch, trụ thế hơn 72 năm, hạ lạp 54 năm. Đệ tử trà tỳ xây tháp thờ tại Thiên Đồng Thiền Tự.